# Ryszard Ostrowski
Ryszard Ostrowski  (né le 6 février 1961 à Poznań) est un athlète polonais, spécialiste du 800 mètres.
Affilié à l'Olimpia Poznań, il mesure 1,76 m pour 62 kg.

## Biographie
Il sort vainqueur à deux reprises, en 1983 et en 1985, de la course du 800 mètres des Universiades d’été (1).
Il remporte en outre la médaille d'or, ex æquo, avec Alberto Juantorena, lors des Jeux de l'Amitié, en 1984, les juges n'arrivant pas à les départager sur la photo-finish.

### Palmarès
| Date | Compétition           | Lieu      | Résultat | Performance   |
| ---- | --------------------- | --------- | -------- | ------------- |
| 1985 | Universiade d'été     | Kobé      | 1er      | 1 min 44 s 38 |
| 1986 | Championnats d'Europe | Stuttgart | 5e       | 1 min 45 s 54 |
| 1987 | Championnats du monde | Rome      | 4e       | 1 min 44 s 59 |

### Records
| Épreuve    | Performance   | Lieu | Date             |
| ---------- | ------------- | ---- | ---------------- |
| 800 mètres | 1 min 44 s 38 | Kobé | 4 septembre 1985 |

## Référence et Liens externes
1. http://www.gbrathletics.com/ic/wsgm.htm (consulté le 9 avril 2019).
- Ressources relatives au sport :   - Comité national olympique polonais
  - Olympedia
  - Tilastopaja
  - World Athletics